# Марк Юний Силан (претор 77 пр.н.е.)
Вижте пояснителната страница за други личности с името Марк Юний Силан.
Марк Юний Силан (на латински: Marcus Junius Silanus) e политик на късната Римска република през 1 век пр.н.е.

## Биография
Произлиза от клон Юний Силан на фамилията Юнии. Син е на монетния магистър Децим Юний Силан.
През 77 пр.н.е. той става претор.
Баща е на Марк Юний Силан, който е консул през 25 пр.н.е. заедно с император Август.